# なるほどkids
なるほどkids（なるほどきっず）は、昭文社が発行している子供向け図鑑である。2007年創刊。

## カテゴリ
- 日本全国自動車旅行：「なるほどkids」シリーズ第一号。日本の道路の仕組みをわかりやすく紹介。これまでのスーパーマップル・県別マップル等に無かった新しい試みとして、高速道路のインターチェンジ・サービスエリア・パーキングエリア全てにルビがふられている（今までルビをふっていたのは全て市区町村名・大字のみ）。
- 日本全国鉄道旅行：日本の鉄道の仕組みをわかりやすく紹介。駅名も全て掲載。
- 日本全国新幹線に乗ろう：「日本全国鉄道旅行」の内容を新幹線に特化させた姉妹版。
- はじめてのにっぽんちずちょう：小学校低学年向け図鑑。日本各地の事柄を写真と図でわかりやすく解説。
- はじめてのせかいちずちょう：「にっぽんちずちょう」の姉妹版。
- 宇宙旅行に行こう!：宇宙体験のできる科学館、世界中のロケットなどを豊富に掲載。
- 日本全国　恐竜に会いに行こう!：小学校低学年向け、今までにない新機軸の恐竜図鑑。
- 日本全国　特急列車に乗ろう：全国のJR・私鉄の特急を紹介。
- 日本全国　バスに乗ろう：全国の路線バス・観光バス事業者を全て網羅。
- 日本全国　飛行機に乗ろう：全国の空港・国内外の航空会社、空港の仕組みをわかりやすく解説。